# Edward Stone (Geistlicher)
Edward Stone (* 5. November 1702 in Lacey Green, Princes Risborough, Buckinghamshire; † 26. November 1768 in Chipping Norton, Oxfordshire)  war Geistlicher der Church of England
in Chipping Norton und der erste neuzeitliche Forscher, der die schmerzstillende und fiebersenkende Wirkung von Weidenrinden-Extrakten beschrieben hat. Diese Erkenntnis der Volksmedizin veröffentlichte er 1763 in einem Artikel in den Philosophical Transactions der Royal Society. Acetylsalicylsäure, ein Derivat der von ihm aus Weidenrinden extrahierten Substanz, ist heute eines der meistverkauften Medikamente und vor allem unter dem Markennamen Aspirin bekannt geworden.

## Leben
Stone besuchte ab 1720 das Wadham College in Oxford, wo er 1724 seinen Bachelor und 1727 seinen Master erwarb. Ab 1730 war er für elf Jahre Fellow des College. 1741 heiratete er Elizabeth Grubb und zog nach Chipping Norton.
In anderen Quellen wird, vermutlich aufgrund eines Fehlers des Lektors der Philosophical Transactions, ein Edmund Stone (1700–1768) als Autor des Artikels genannt.